# Louis Vuitton Trophy Auckland
Il Louis Vuitton Trophy Auckland fu il secondo atto del Louis Vuitton Trophy, tenutosi nella baia di Auckland, Nuova Zelanda, dal 9 al 21 marzo 2010. Fu organizzato da Emirates Team New Zealand e ha visto la partecipazione di otto sindacati.
Fu vinto dai padroni di casa neozelandesi, che batterono in finale gli italiani di Mascalzone Latino.

## Formato
Il torneo era strutturato in due fasi: all'inizio un round-robin in cui tutti i partecipanti si affrontano tra loro una sola volta e la cui classifica determina gli accoppiamenti per la successiva fase a eliminazione diretta, svolta adottando il sistema dei playoff con ripescaggi concepito da McIntyre.

## Partecipanti
Rispetto al precedente evento, svoltosi a Nizza nel novembre 2009, vi è stata la sostituzione di BMW Oracle, nel frattempo impegnati nella vittoriosa sfida per l'America's Cup, con Mascalzone Latino, nuovo Challenger of Record scelto proprio dagli americani.
| Sindacato                 | Skipper         |
| ------------------------- | --------------- |
| Emirates Team New Zealand | Dean Barker     |
| Aleph                     | Bertrand Pacé   |
| ALL4ONE Challenge         | Sébastien Col   |
| Team Artemis              | Paul Cayard     |
| Azzurra                   | Francesco Bruni |
| Mascalzone Latino         | Gavin Brady     |
| Team Origin               | Ben Ainslie     |
| Team Synergy              | Karol Jabłoński |

## Barche
In questo evento furono impiegate le due barche costruite da Emirates Team New Zealand per la Louis Vuitton Cup e l'America's Cup 2007, ovvero NZL-84 e NZL-92 (quest'ultima arrivò a contendere, senza successo, la Coppa a SUI-100 di Alinghi). USA-87 è stata invece fornita da BMW Oracle come barca di riserva.

## Regate

### Round Robin
Le regate si sono svolte dal 9 al 16 marzo ogni giorno, a eccezione del 12 marzo in cui sono state rinviate a causa del vento forte.
| Pos | Squadra                       | G | V | P | Pt |  | NZL         | MLA         | A4O         | AZZ         | ART         | ORI         | ALE         | SYN         |
| --- | ----------------------------- | - | - | - | -- |  | ----------- | ----------- | ----------- | ----------- | ----------- | ----------- | ----------- | ----------- |
| 1   | Emirates Team New Zealand (H) | 7 | 6 | 1 | 6  |  | —           | 1–0 (–4:43) | 1–0 (–0:26) | 1–0 (–0:42) | 1–0 (–1:40) | 1–0 (r)     | 0–1 (+0:38) | 1–0 (–1:00) |
| 2   | Mascalzone Latino             | 7 | 5 | 2 | 5  |  | 0–1 (+4:43) | —           | 0–1 (+0:44) | 1–0 (–0:13) | 1–0 (–1:03) | 1–0 (–0:06) | 1–0 (+0:55) | 1–0 (–0:19) |
| 3   | ALL4ONE Challenge             | 7 | 4 | 3 | 4  |  | 0–1 (+0:26) | 1–0 (–0:44) | —           | 1–0 (–0:46) | 0–1 (+0:22) | 0–1 (+1:33) | 1–0 (–1:06) | 1–0         |
| 4   | Azzurra                       | 7 | 4 | 3 | 4  |  | 0–1 (+0:42) | 0–1 (+0:13) | 0–1 (+0:46) | —           | 1–0 (r)     | 1–0 (–0:53) | 1–0 (–1:39) | 1–0 (–0:41) |
| 5   | Team Artemis                  | 7 | 4 | 3 | 4  |  | 0–1 (+1:40) | 0–1 (+1:03) | 1–0 (–0:22) | 0–1 (r)     | —           | 1–0         | 1–0 (–1:21) | 1–0 (–0:41) |
| 6   | Team Origin                   | 7 | 3 | 4 | 3  |  | 0–1 (r)     | 0–1 (+0:06) | 1–0 (–1:33) | 0–1 (+0:53) | 0–1         | —           | 1–0 (–2:11) | 1–0 (–1:18) |
| 7   | Aleph                         | 7 | 2 | 5 | 1  |  | 1–0 (–0:38) | 0–1 (+0:55) | 0–1 (+1:06) | 0–1 (+1:39) | 0–1 (+1:21) | 0–1 (+2:11) | —           | 1–0 (–3:26) |
| 8   | Team Synergy                  | 7 | 0 | 7 | 0  |  | 0–1 (+1:00) | 0–1 (+0:19) | 0–1         | 0–1 (+0:41) | 0–1 (+0:41) | 0–1 (+1:18) | 0–1 (+3:26) | —           |

1. ↑  1 punto di penalità per un contatto fra imbarcazioni prima della regata con Team Origin.

### Fase a eliminazione diretta
A differenza del consueto playoff a eliminazione diretta, in questo caso tra i quarti di finale e le semifinali è collocato un turno di ripescaggio, in cui si affrontano i due vincitori dei quarti peggio classificati e le due imbarcazioni sconfitte meglio piazzate nel round robin. Le due vincitrici del ripescaggio avrebbero avuto accesso alla finale, mentre le due sconfitte sarebbero state definitivamente eliminate.
I quarti di finale erano previsti in gara unica per il 17 marzo, mentre ripescaggi e semifinali erano strutturati al meglio di tre regate. La finale sarebbe stata al meglio di sette regate. Tuttavia, a causa delle condizioni meteo sfavorevoli, i ripescaggi furono ridotti a gara unica, mentre la finale fu portata al meglio di tre regate come le semifinali.
|  |                   |                           |                  |                   |                   |                           |                           |                           |                 |                 |                 |            |            |  |  |        |        |        |
|  | Quarti di finale  | Quarti di finale          | Quarti di finale |                   |                   | Ripescaggi                | Ripescaggi                | Ripescaggi                |                 |                 | Semifinali      | Semifinali | Semifinali |  |  | Finale | Finale | Finale |
|  | Quarti di finale  | Quarti di finale          | Quarti di finale |                   |                   | Ripescaggi                | Ripescaggi                | Ripescaggi                |                 |                 | Semifinali      | Semifinali | Semifinali |  |  | Finale | Finale | Finale |
|  |                   |                           |                  |                   |                   |                           |                           |                           |                 |                 |                 |            |            |  |  |        |        |        |
|  |                   |                           |                  |                   |                   |                           |                           |                           |                 |                 |                 |            |            |  |  |        |        |        |
|  | 1                 | Emirates Team New Zealand | 1                |                   |                   |                           |                           |                           |                 |                 |                 |            |            |  |  |        |        |        |
|  | 1                 | Emirates Team New Zealand | 1                |                   |                   |                           |                           |                           |                 |                 |                 |            |            |  |  |        |        |        |
|  | 8                 | Team Synergy              | 0                |                   |                   |                           |                           |                           |                 |                 |                 |            |            |  |  |        |        |        |
|  | 8                 | Team Synergy              | 0                |                   |                   |                           |                           |                           |                 |                 |                 |            |            |  |  |        |        |        |
|  |                   |                           |                  |                   |                   |                           | Mascalzone Latino         | Mascalzone Latino         | 2               |                 |                 |            |            |  |  |        |        |        |
|  |                   |                           |                  |                   |                   |                           | Mascalzone Latino         | Mascalzone Latino         | 2               |                 |                 |            |            |  |  |        |        |        |
|  | Team Artemis      | Team Artemis              | 1                |                   |                   | Team Artemis              | Team Artemis              | 1                         |                 |                 |                 |            |            |  |  |        |        |        |
|  | Team Artemis      | Team Artemis              | 1                |                   |                   | Team Artemis              | Team Artemis              | 1                         |                 |                 |                 |            |            |  |  |        |        |        |
|  | Team Origin       | Team Origin               | 0                |                   |                   |                           |                           |                           |                 |                 |                 |            |            |  |  |        |        |        |
|  | Team Origin       | Team Origin               | 0                |                   |                   |                           |                           |                           |                 |                 |                 |            |            |  |  |        |        |        |
|  |                   |                           |                  |                   |                   |                           |                           |                           |                 |                 |                 |            |            |  |  |        |        |        |
|  |                   |                           |                  |                   |                   |                           |                           |                           |                 |                 |                 |            |            |  |  |        |        |        |
|  | 4                 | Azzurra                   | 0                | Mascalzone Latino | Mascalzone Latino | 0                         |                           |                           |                 |                 |                 |            |            |  |  |        |        |        |
|  | 4                 | Azzurra                   | 0                | Mascalzone Latino | Mascalzone Latino | 0                         |                           |                           |                 |                 |                 |            |            |  |  |        |        |        |
|  | 5                 | Team Artemis              | 1                |                   |                   | Emirates Team New Zealand | Emirates Team New Zealand | 2                         |                 |                 |                 |            |            |  |  |        |        |        |
|  | 5                 | Team Artemis              | 1                |                   |                   |                           | Emirates Team New Zealand | 2                         |                 |                 |                 |            |            |  |  |        |        |        |
|  |                   |                           |                  |                   |                   |                           |                           |                           |                 |                 |                 |            |            |  |  |        |        |        |
|  |                   |                           |                  |                   |                   |                           |                           |                           |                 |                 |                 |            |            |  |  |        |        |        |
|  | 3                 | ALL4ONE Challenge         | 0                |                   |                   |                           |                           |                           |                 |                 |                 |            |            |  |  |        |        |        |
|  | 3                 | ALL4ONE Challenge         | 0                |                   |                   |                           |                           |                           |                 |                 |                 |            |            |  |  |        |        |        |
|  | 6                 | Team Origin               | 1                |                   |                   |                           |                           |                           |                 |                 |                 |            |            |  |  |        |        |        |
|  | 6                 | Team Origin               | 1                |                   |                   |                           |                           |                           |                 |                 |                 |            |            |  |  |        |        |        |
|  |                   |                           |                  |                   |                   |                           | Emirates Team New Zealand | Emirates Team New Zealand | 2               |                 |                 |            |            |  |  |        |        |        |
|  |                   |                           |                  |                   |                   |                           | Emirates Team New Zealand | Emirates Team New Zealand | 2               |                 |                 |            |            |  |  |        |        |        |
|  | ALL4ONE Challenge | ALL4ONE Challenge         | 0                |                   |                   | Azzurra                   | Azzurra                   | 1                         |                 |                 |                 |            |            |  |  |        |        |        |
|  | ALL4ONE Challenge | ALL4ONE Challenge         | 0                |                   |                   | Azzurra                   | Azzurra                   | 1                         |                 |                 |                 |            |            |  |  |        |        |        |
|  | Azzurra           | Azzurra                   | 1                |                   |                   |                           |                           |                           | Finale 3º posto | Finale 3º posto | Finale 3º posto |            |            |  |  |        |        |        |
|  | Azzurra           | Azzurra                   | 1                |                   |                   |                           |                           |                           | Finale 3º posto | Finale 3º posto | Finale 3º posto |            |            |  |  |        |        |        |
|  |                   |                           |                  |                   |                   |                           | Team Artemis              | Team Artemis              | 0               |                 |                 |            |            |  |  |        |        |        |
|  |                   |                           |                  |                   |                   |                           | Team Artemis              | Team Artemis              | 0               |                 |                 |            |            |  |  |        |        |        |
|  | 2                 | Mascalzone Latino         | 1                | Azzurra           | Azzurra           | 1                         |                           |                           |                 |                 |                 |            |            |  |  |        |        |        |
|  | 2                 | Mascalzone Latino         | 1                | Azzurra           | Azzurra           | 1                         |                           |                           |                 |                 |                 |            |            |  |  |        |        |        |
|  | 7                 | Aleph                     | 0                |                   |                   |                           |                           |                           |                 |                 |                 |            |            |  |  |        |        |        |
|  | 7                 | Aleph                     | 0                |                   |                   |                           |                           |                           |                 |                 |                 |            |            |  |  |        |        |        |